# Mannsschnitz
Der Mannsschnitz  (Maschnitt) war ein gebräuchliches Flächenmass im Schweizer Graubünden im Weinbergsbau. Unter dem Schätzmass verstand man eine Fläche mit dem Bestand an Weinreben, die ein Mann an einem Tag schneiden konnte. So entsprach das Mass einer Fläche mit rund 1000 Reben, später nur noch 500 Reben auf Grund anderer Rebenabstände. Nachweislich erwähnt ist das Mass seit dem Jahr 1804. Im metrischen System 1877 gänzlich durch das Mass Are abgelöst.
- Bündner Rheintal: 1 Mannsschnitz  = 100 Quadrat-Klafter etwa 4,4 Are[1]
- Oberwallis: 1 Maschnitt = 7,6 Are (ähnliches Mass)